# Kaloot

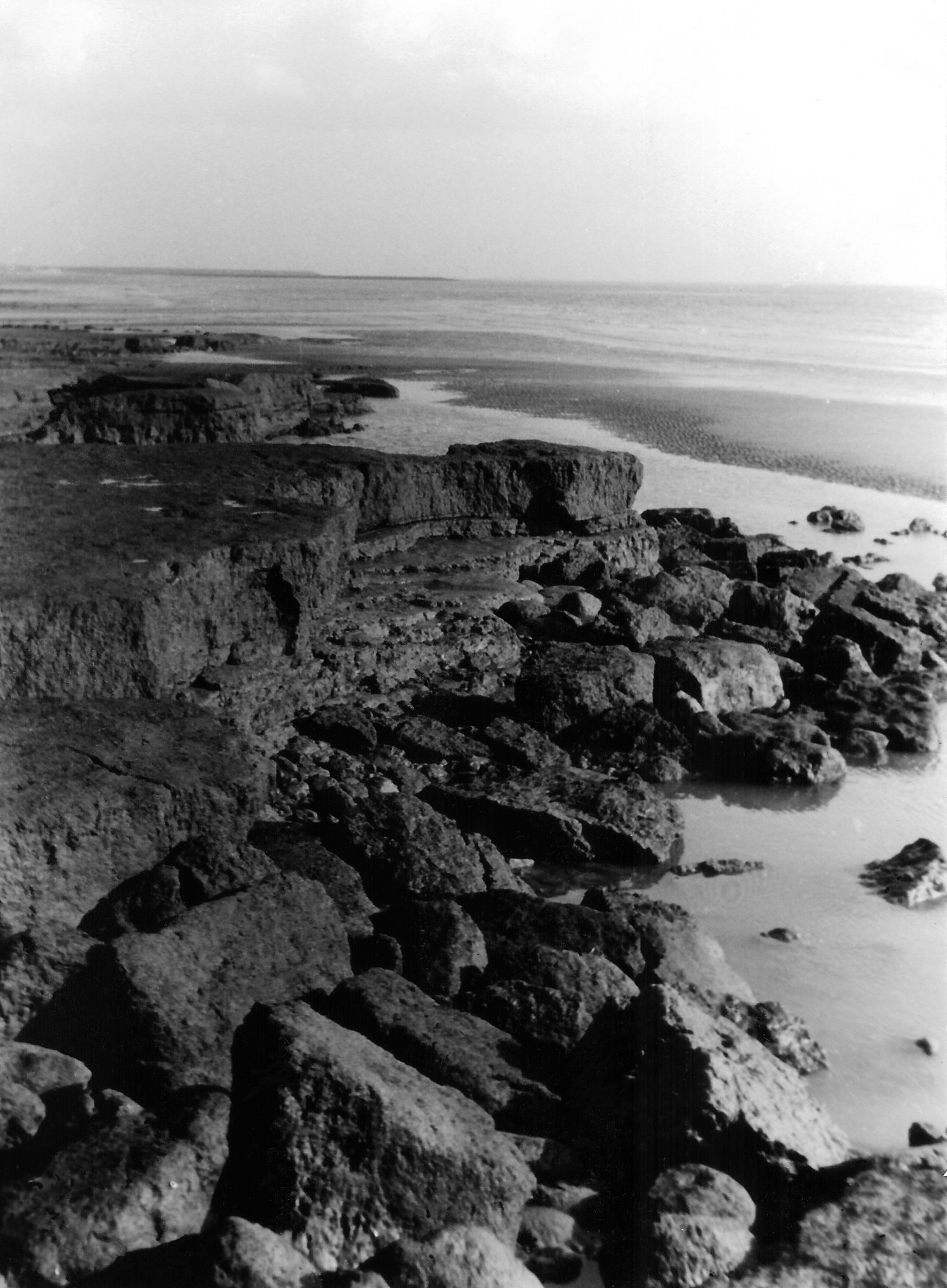
De Kaloot, klif in de schor, 1967

De Kaloot is een strand dat zich ten westen van het Nederlandse dorp Borssele (provincie Zeeland) bevindt, vlak bij het industriegebied Sloehaven en de Kerncentrale Borssele. Het is het enige gebied in Zuid-Beveland waar nog spontane duinvorming plaatsvindt.
Het betreft een gebied van slikken en zand langs de oever van de Westerschelde, dat vooral bekend is vanwege de fossiele schelpen die hier aanspoelen. Deze schelpen zijn afkomstig uit het bovenste Plioceen (Formatie van Merksem) en het Mioceen, wat wordt aangesneden door de geulen van de Westerschelde die een diepte van 40 meter kunnen bereiken.
Men vindt er fossiele schelpen van tweekleppigen, slakken en armpotigen. Haaientanden zijn er ook te vinden, evenals in Cadzand-Bad, maar in de Kaloot zijn ze zeldzamer. Een enkele keer worden er botfragmenten van fossiele zoogdieren uit het Pleistoceen gevonden, zoals een kies van een Wolharige neushoorn.

## Bedreiging
Reeds op het einde van de 20e eeuw werden er plannen ontvouwd voor de bouw van de Westerschelde containerterminal (WTC), waardoor dit gebied zou verdwijnen. In juni 2007 zijn deze plannen door het Provinciebestuur van Zeeland op de lange baan geschoven. Eerst wil men nu de Verbrugge Containerterminal (VTC) nu uitbreiden, wat een milieuvriendelijker alternatief is daar deze binnen de grenzen van het bestaande industrieterrein plaatsvindt.

## Andere betekenis
Kaloot is ook een synoniem van het woord Tjeef